# Assens-ulykken (1960)
Den anden Assens-ulykke var en jernbaneulykke i Assens den 1. marts 1960. Under indkørsel på Assens Station svigtede bremsen i et blandet gods- og persontog. Toget fremførtes af MT 163. Stationsbygningen i Assens passeredes med ca 60 km/t og toget fortsatte gennem Rawie-sporstopperen for enden af sporet. Huset på den anden side af Willemoesgade ("Mor Hulda" - børnenes favorit-slikforretning), der blev ramt i 1948, blev atter ramt. Togføreren, der formentlig forsøgte at springe af, blev dræbt, og en skoleelev i personvognen blev ligeledes dræbt. En person blev så alvorligt kvæstet, at han senere døde. Desuden blev 4 personer kvæstet.
Ulykken var omtrent identisk med Assens-ulykken i 1948.
Oprangeringen var MT 163 – godsvogn fra SNCB – Cqm 3567 – pakvogn - 4 godsvogne.
Lokomotivet MT 163 blev totalskadet men blev repareret. Lokomotivet havde været i drift i ca. en uge.